# Arkelstorp
Det finns även en by som heter Arkelstorp i Hässleholms kommun, cirka två kilometer norr om Stoby.
Arkelstorp är en tätort i Kristianstads kommun i Skåne län.

## Namnet
Namnet skrevs på 1570-talet Archilstorp och är övertaget från den by vars ägor tätorten växte fram på efter järnvägsstationens öppnande 1885. Efterleden är torp, 'nybygge'. Förleden innehåller mansnamnet Arnketil..

## Historia
Tills för några år sedan[när?] fanns Sveriges enda glasspinnefabrik i Arkelstorp.. Under åren 1885-1969 gick järnvägslinjen mellan Kristianstad och Älmhult genom samhället. Banvallen är idag cykelbana.

### Befolkningsutveckling
| Befolkningsutvecklingen i Arkelstorp 1960–2020 | Befolkningsutvecklingen i Arkelstorp 1960–2020 | Befolkningsutvecklingen i Arkelstorp 1960–2020 | Befolkningsutvecklingen i Arkelstorp 1960–2020 | Befolkningsutvecklingen i Arkelstorp 1960–2020 |
| ---------------------------------------------- | ---------------------------------------------- | ---------------------------------------------- | ---------------------------------------------- | ---------------------------------------------- |
|                                                |                                                |                                                |                                                |                                                |
| År                                             |                                                |                                                | Folkmängd                                      | Areal (ha)                                     |
| 1960                                           | 1960                                           |                                                | 279                                            |                                                |
| 1965                                           | 1965                                           |                                                | 284                                            |                                                |
| 1970                                           | 1970                                           |                                                | 384                                            |                                                |
| 1975                                           | 1975                                           |                                                | 632                                            |                                                |
| 1980                                           | 1980                                           |                                                | 690                                            |                                                |
| 1990                                           | 1990                                           |                                                | 833                                            | 120                                            |
| 1995                                           | 1995                                           |                                                | 803                                            | 120                                            |
| 2000                                           | 2000                                           |                                                | 784                                            | 108                                            |
| 2005                                           | 2005                                           |                                                | 772                                            | 108                                            |
| 2010                                           | 2010                                           |                                                | 768                                            | 108                                            |
| 2015                                           | 2015                                           |                                                | 815                                            | 156                                            |
| 2020                                           | 2020                                           |                                                | 791                                            | 152                                            |
|                                                |                                                |                                                |                                                |                                                |

## Samhället
I Arkelstorp ligger en skola som heter Spängerskolan, med årskurserna 0-9. Det finns även ett bad i Arkelstorp. 
I Arkelstorp har det även tidigare legat ett mejeri som sedan länge är nedlagt. Numera inryms ett café.
I Arkelstorp finns "Ica Nära Arkelstorp", som 2017 vann "Guldkompassen", i konkurrens mot 670 andra Ica Nära butiker.

## Idrott
Orten har fotbollslaget VMA IK, en sammanslagning av Arkelstorps IF och Vånga Mjönäs IK.

## Personer från orten
Konstnären Axel Olsson levde och verkade här under många år. Även Harry Martinson bodde här en tid, och arbetade bland annat som koryktare på Tollaregården 1918.